# Puerto de Viella
Puerto de Viella är ett bergspass i Spanien.   Det ligger i provinsen Província de Lleida och regionen Katalonien, i den nordöstra delen av landet, 400 km nordost om huvudstaden Madrid. Puerto de Viella ligger 2 389 meter över havet.
Terrängen runt Puerto de Viella är bergig.Runt Puerto de Viella är det mycket glesbefolkat, med 3 invånare per kvadratkilometer. Närmaste större samhälle är Vielha, 7,0 km norr om Puerto de Viella. Trakten runt Puerto de Viella består i huvudsak av gräsmarker.